# Michaelibad (métro de Munich)
Michaelibad (en allemand : U-Bahnhof Michaelibad) est une station des lignes U5, U7 et U8 du métro de Munich, dans le secteur de Ramersdorf-Perlach.

## Situation sur le réseau

Plan du métro (2020).

## Géographie
La station se situe sous la Heinrich-Wieland-Straße, à proximité du plus grand parc balnéaire de Munich.

## Histoire
Depuis le 12 décembre 2011, elle est reliée à la ligne U7, qui ne circule qu'aux heures de pointe. Jusqu'à l'ouverture de l'U2 à Messestadt Ost, la station était une plaque tournante des transports collectifs à l'est de Munich. La gare routière ferme en 2005.

## Architecture
La station ressemble aux autres stations de la ligne avec des panneaux muraux verts et des piliers recouverts de carreaux de céramique verts. Le plafond est recouvert de lattes d'aluminium. Autrefois quatre et maintenant deux rangées de feux s'étendent le long de la plate-forme. En 2022, des motifs de natation ornent la station.

## Service des voyageurs

### Intermodalité
La station est en correspondance avec les lignes de bus 187, 195 et 199.